# Hagéville
Hagéville é uma comuna francesa na região administrativa de Grande Leste, no departamento de Meurthe-et-Moselle. Estende-se por uma área de 8,94 km². Em 2010 a comuna tinha 115 habitantes (densidade: 12,9 hab./km²).